# Tai Nui Atea : Aire marine gérée de Polynésie Française

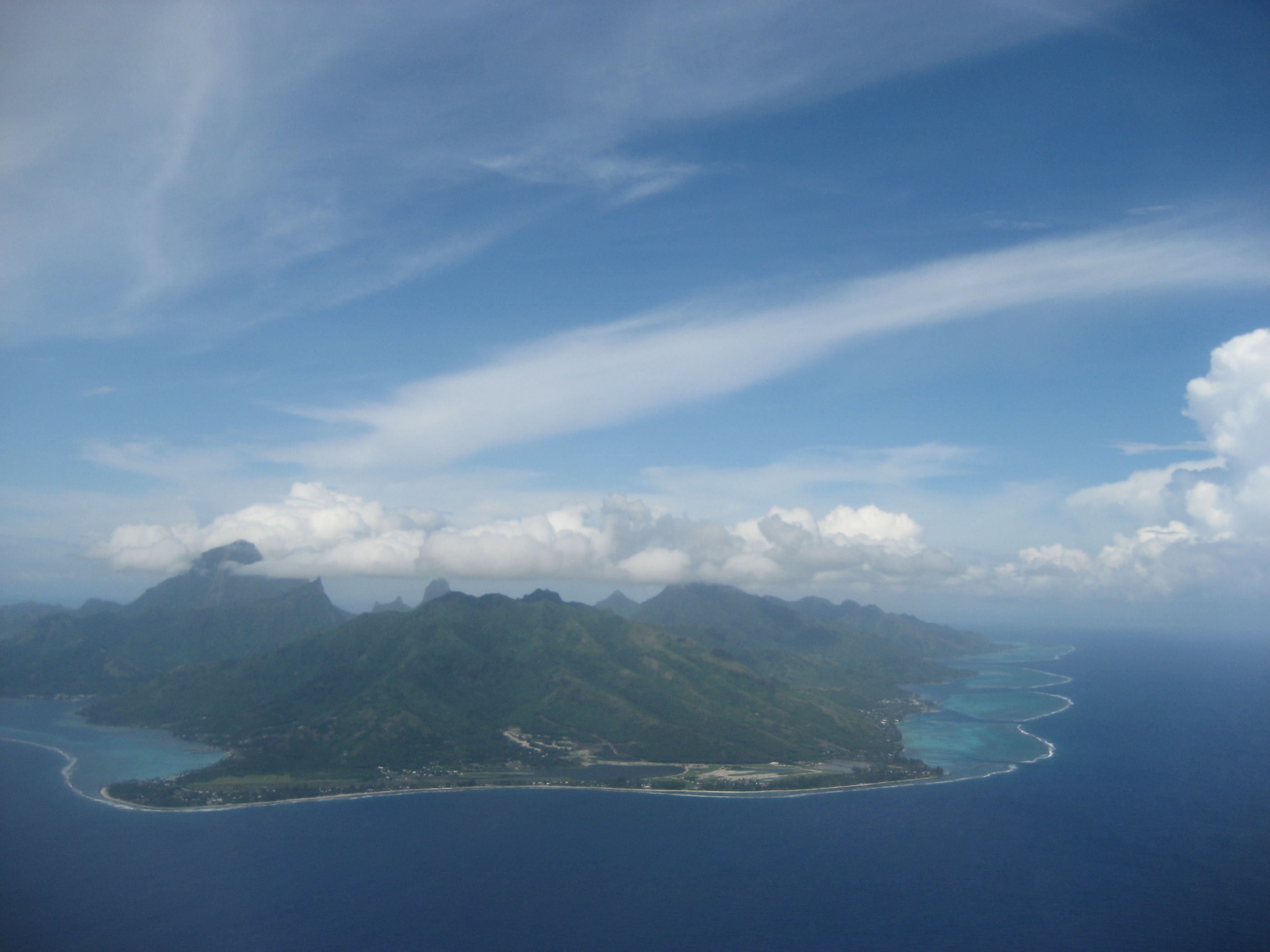
Ile d'Huahine

L'aire marine gérée de Polynésie française, nommée aussi « Tainui Atea », est un type d'aire protégée en mer propre à ce pays. Elle occupe l'ensemble de la zone économique exclusive du pays, jusqu'à 200 milles des lignes de base, sur une superficie de 4 867 000 kilomètres carrés .

## Dénomination
Les termes « aire marine protégée » n'ont pas été utilisés pour désigner cet espace afin de ne pas mettre l'emphase sur la protection. Une aire marine gérée est définie comme un espace naturel protégée de catégorie VI du code de l'environnement polynésien,« Aire de ressources naturelles gérées ». Cette catégorie correspond à l'équivalent défini par la Commission mondiale des aires protégées de l'IUCN et vise essentiellement une gestion à des fins d'utilisation durable des écosystèmes.

## Objectifs
Les objectifs de cet espace sont:   
« - 1° Préserver,  maintenir en bon état  de conservation et si nécessaire restaurer le patrimoine naturel marin, exploité ou  non,  ainsi  que  les  fonctionnalités  multiples  et  spécifiques  des  écosystèmes  naturels,  notamment  les  frayères, nourriceries, zone de reproduction, couloirs de migration en mer... ; 

 - 2° Valoriser et développer les activités de pêche visant une exploitation durable des ressources halieutiques, dans le respect des écosystèmes marins ; 

  - 3°  Développer les activités marines durables basées sur une exploitation raisonnée des ressources vivantes, minérales ou énergétiques de la mer, ainsi que les usages de loisir et les usages traditionnels de la mer porteurs de l'identité polynésienne  ; trouver  une  cohabitation  harmonieuse  entre tous  ces usages et rester  ouvert à de nouveaux usages ; 

  - 4° Améliorer la connaissance par la recherche, les sciences participatives ou les systèmes  de savoirs traditionnels, faire connaître, sensibiliser, vulgariser pour contribuer à la préservation des paysages marins et sous-marins, des pratiques et savoir-faire traditionnels liés à la mer, des valeurs et biens culturels associés à la mer ; 

  - 5° Assurer une gestion coordonnée et partenariale avec les instances de gestion des espaces naturels protégés inclus ou contigus à cet espace ainsi protégé ; 

  - 6° Développer une coopération politique et technique avec les pays voisins pour une protection commune de l'espace maritime  et  de  ses  ressources  naturelles  ainsi  qu'un  développement   durable   des   activités   maritimes,   notamment dans la région Pacifique ; 

  - 7° Contribuer au rayonnement  de la Polynésie  française  dans le Pacifique, dans l'ensemble territorial français, européen et à l'international. »

## Gestion
Elle est gérée par la direction de l'environnement et la direction des ressources marines du gouvernement polynésien.
Un conseil de gestion est créé, responsable de la rédaction du plan de gestion et responsable de la définition du programme d'action annuelle.